# Primera División (Chile) 1944
Die Primera División 1944, auch unter dem Namen 1944 Campeonato Nacional de Fútbol Profesional bekannt, war die 12. Saison der Primera División, der höchsten Spielklasse im Fußball in Chile.
Die Meisterschaft gewann das Team von CSD Colo-Colo. Mit dem vierten Titel für Colo-Colo zog der Klub mit Rekordsieger Magallanes gleich.

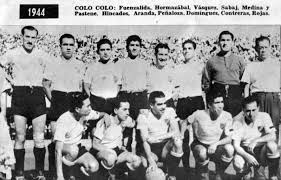
Das Meisterteam von Colo-Colo 1944

## Modus
Die zwölf Teams spielen jeder gegen jeden mit Hin- und Rückspiel. Sieger ist die Mannschaft mit den meisten Punkten. Bei Punktgleichheit entscheidet das Torverhältnis.

## Teilnehmer
Teilnehmer waren zehn Teams aus der Hauptstadt Santiago. Neu dabei sind Santiago Wanderers aus Valparaíso sowie Everton aus Viña del Mar. Der Gewinner der zweiten Liga Bernardo O’Higgins aus Santiago wurde nicht in der ersten Liga akzeptiert.

## Tabelle
| Pl.                       | Verein                 | Sp. | S  | U | N  | Tore    | Diff. | Punkte |
| ------------------------- | ---------------------- | --- | -- | - | -- | ------- | ----- | ------ |
| 1.                        | CSD Colo-Colo          | 22  | 14 | 3 | 5  | 059:320 | +27   | 31     |
| 2.                        | Audax Italiano         | 22  | 13 | 4 | 5  | 052:410 | +11   | 30     |
| 3.                        | CD Magallanes          | 22  | 13 | 3 | 6  | 060:370 | +23   | 29     |
| 4.                        | Santiago Morning       | 22  | 11 | 7 | 4  | 054:420 | +12   | 29     |
| 5.                        | Universidad Católica   | 22  | 11 | 5 | 6  | 055:460 | +9    | 27     |
| 6.                        | Santiago National      | 22  | 10 | 1 | 11 | 060:570 | +3    | 21     |
| 7.                        | Unión Española (M)     | 22  | 9  | 2 | 11 | 043:440 | −1    | 20     |
| 8.                        | Universidad de Chile   | 22  | 8  | 3 | 11 | 049:560 | −7    | 19     |
| 9.                        | Santiago Wanderers (N) | 22  | 5  | 6 | 11 | 035:460 | −11   | 16     |
| 10.                       | CD Green Cross         | 22  | 6  | 3 | 13 | 039:600 | −21   | 15     |
| 11.                       | Badminton FC           | 22  | 5  | 4 | 13 | 028:490 | −21   | 14     |
| 12.                       | Everton (N)            | 22  | 4  | 5 | 13 | 041:650 | −24   | 13     |
| Quelle: , Stand: Endstand |                        |     |    |   |    |         |       |        |

## Beste Torschützen
| Rang | Spieler           | Klub           | Tore |
| ---- | ----------------- | -------------- | ---- |
| 1    | Juan Alcántara    | Audax Italiano | 19   |
|      | Alfonso Domínguez | Colo-Colo      | 19   |